# Vermüllung

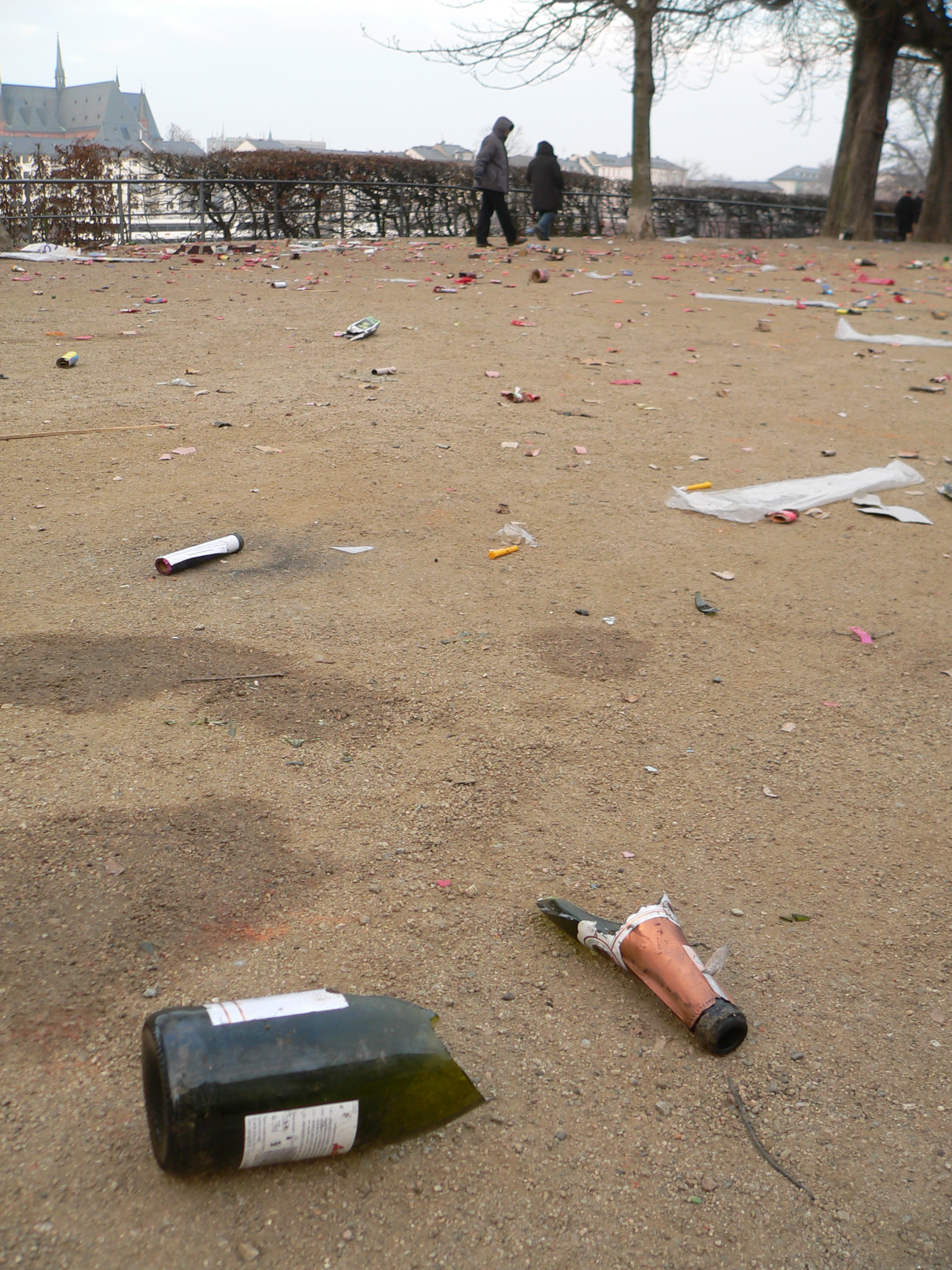
Littering an Silvester

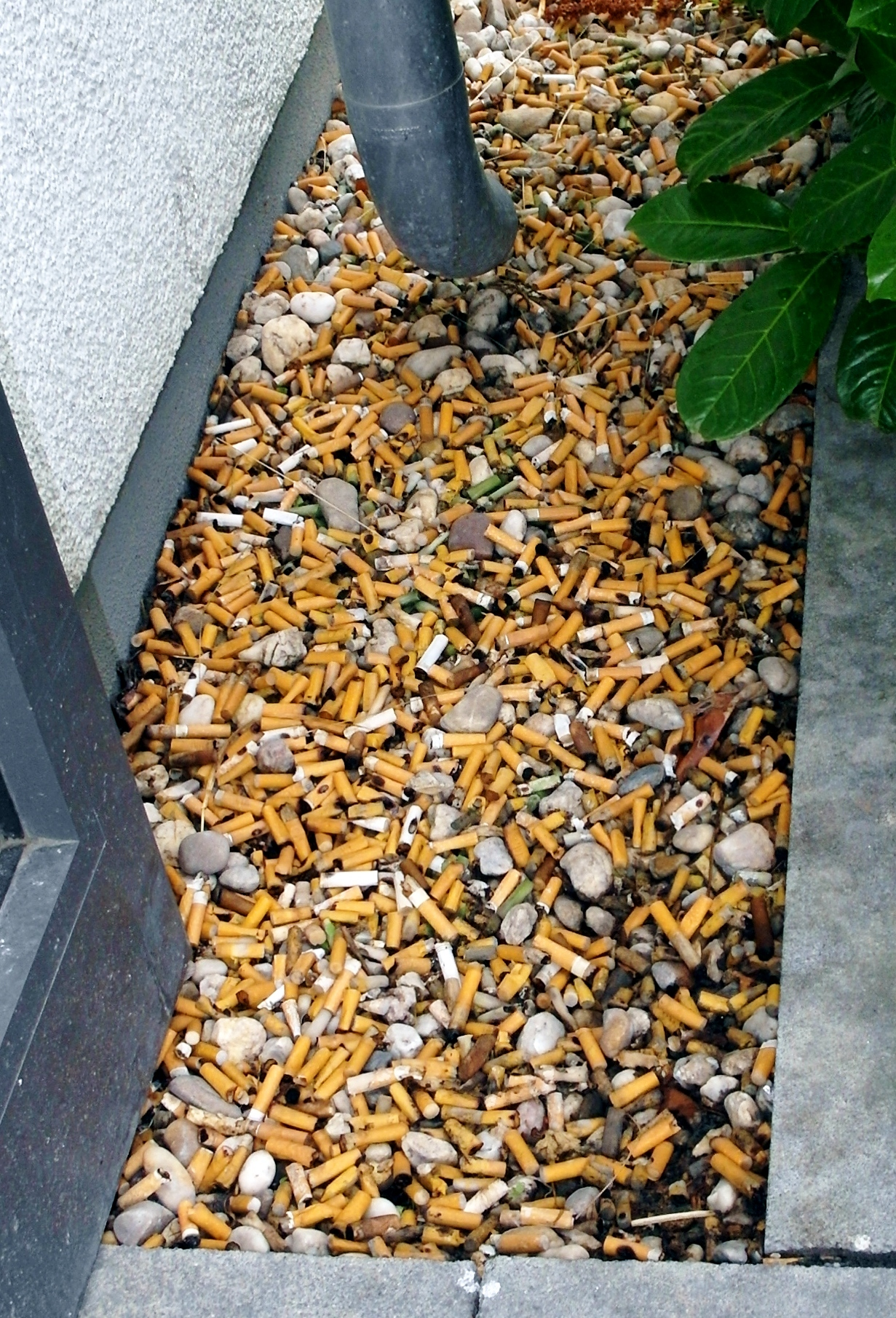
Ansammlung von Zigarettenkippen am Eingang einer deutschen Notfallklinik

Vermüllung (englisch littering) bezeichnet die Verschmutzung von Flächen und Räumen durch Müll, in der Regel in Folge des achtlosen Wegwerfens und Liegenlassens von Abfall, vorzugsweise auf öffentlichem Grund, d. h. insbesondere auf Straßen und Plätzen, in Parks und in der offenen Landschaft. Es handelt sich dabei um ein strafrechtlich verfolgbares Delikt und kann in Deutschland mit Geldbuße, in der Schweiz sogar mit Haft geahndet werden.
Vermüllung als eine Form der Verunreinigung ist somit vom Phänomen Vandalismus (mutwillige Zerstörung, Beschädigung) abzugrenzen.

## Beeinträchtigungen, konfrontierte Fachbereiche
Je nachdem welche Art von Müll dabei hinterlassen wird, entstehen dadurch unterschiedliche Arten von Problemen, Belästigungen oder Gefahren, z. B. hygienische, ökologische und/oder ästhetische Beeinträchtigungen, Beeinträchtigungen der angestrebten Ordnung, Belästigung der dort lebenden Menschen (z. B. Geruchsbelästigung oder Gefahr, in Hundekot zu treten) bis hin zur Unfallgefahr (z. B. Gefahr, auf einer Bananenschale auszurutschen).
Die Beschäftigung mit dem Phänomen der Vermüllung findet somit auch in unterschiedlichen Fachbereichen statt. Sie berührt Themen der Orts- und Stadtbildpflege, des Natur-, Landschafts- und Umweltschutzes, der Ökologie und des nachhaltigen Umgangs mit Ressourcen sowie Themen der Hygiene und kommunalen Gesundheitsvorsorge.

## Phänomen der Vermüllung: weggeworfene Abfallarten
Weggeworfen werden in der Regel kleinere Gegenstände. Eine europaweite Studie aus dem Jahr 2003 kam zum Ergebnis, dass in den Städten Zigarettenstummel mit 58,3 % die am meisten weggeworfenen Gegenstände sind. An zweiter Stelle folgen Kunststoffe (11,6 %), danach organische Abfälle (9,8 %), Papier und Karton (8,8 %), Glas (7,3 %), Verpackungen (5,8 %) und schließlich Metall (3,9 %). Diese Studie maß das Ausmaß anhand der Anzahl der weggeworfenen Objekte. Eine Basler Studie aus dem Jahr 2004, die den Müll nach mehreren Parametern (Anzahl, Volumen, Gewicht, Material) erfasste, sieht Einwegverpackungen (Getränkegebinde und Fast-Food-Verpackungen) mit einem Anteil von rund 52 % am Abfallberg als Hauptproblem.

## Orte der Vermüllung

### Vermüllungsorte im öffentlichen und privaten Raum
Vermüllung gibt es aber nicht nur im öffentlichen Raum, sondern auch im privaten und persönlichen Bereich. Gerade in Wohnungen, an persönlichen Arbeitsplätzen und auf privaten, individuell genutzten Gärten bzw. Grundstücken gibt es vom Nutzer verursachte Formen der Vermüllung. Sie sind oft Formen des Messie-Syndroms, d. h. der eingeschränkten Fähigkeit, sich von Dingen zu trennen. Das Messie-Syndrom schließt allerdings auch Formen ein, in denen Gegenstände zwanghaft gesammelt und gehortet werden, die kein Müll sind.
Vermüllung kann neben anderen Arten der Verunreinigung, Vernachlässigung und der ausbleibenden Pflege in öffentlichen und privaten Räumen zu einem Extrem-Zustand führen, der oft als Verwahrlosung bezeichnet wird.

### Regionale Einordnung des Phänomens der Vermüllung

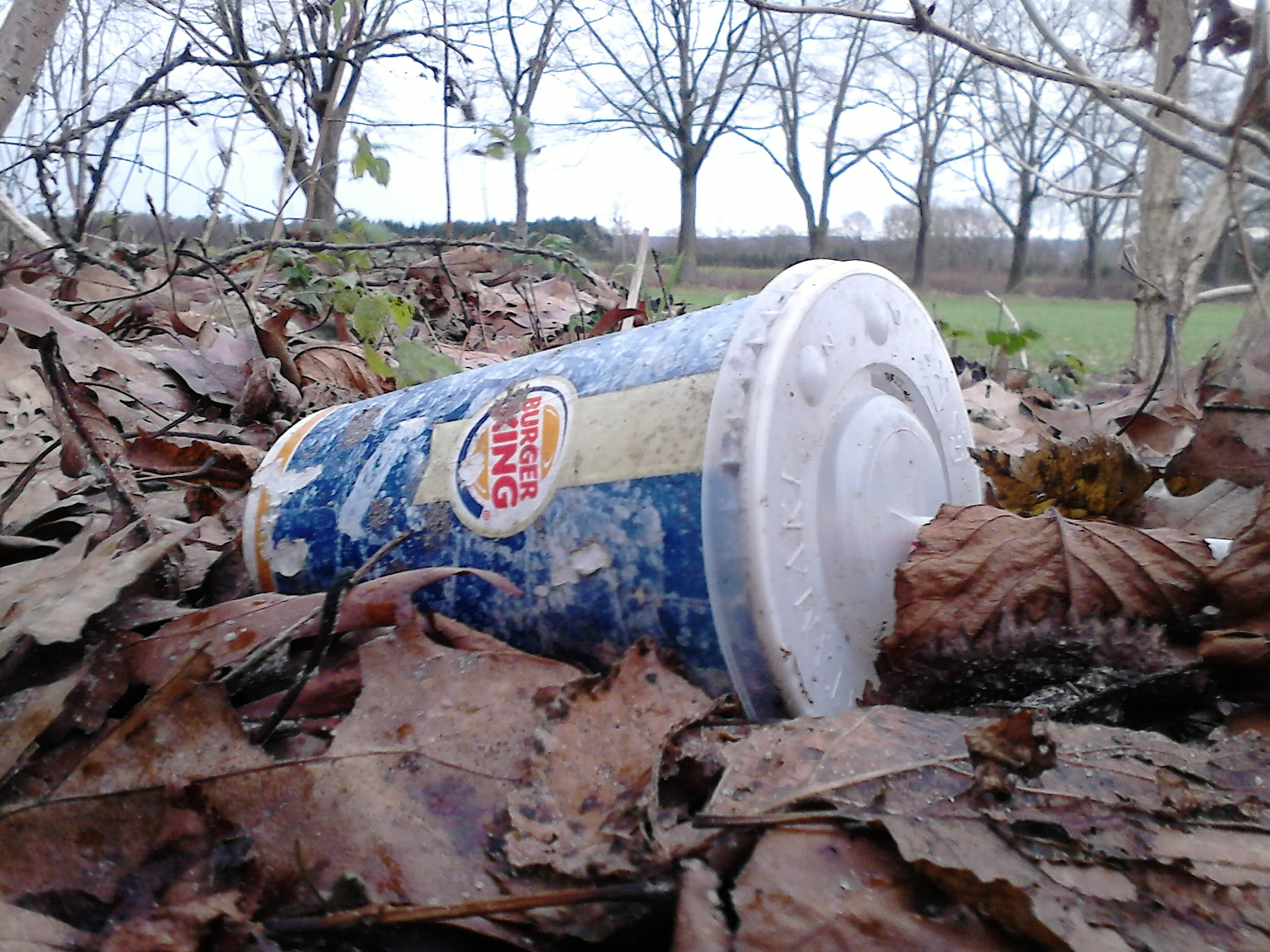
Fast-Food-Trinkbecher am Straßenrand

Vermüllung kommt ebenso in der Stadt wie in der Landschaft vor, macht sich aber vor allem als urbanes und suburbanes Phänomen bemerkbar. Während in der freien Natur die Pflanzen den Müll mit der Zeit überwuchern und bedecken oder er als Müllstrudel im Meer treibt und unter die Oberfläche absinkt, bleibt er in den Städten sichtbar. In der Schweiz sehen beinahe zwei Drittel aller Gemeinden Vermüllung als Problem an. Von der Abnahme der Sauberkeit betroffen sind Straßen, Plätze und Parks sowie öffentliche Anlässe.

## Ursachen und Motive
Als Hauptursache für die zunehmende Vermüllung werden häufig veränderte Konsumgewohnheiten („fliegende Verpflegung“ am Imbissstand, materialintensive Verpackungen, Wegwerfgesellschaft) und ein generell nachlässigerer Umgang mit öffentlichem Eigentum aufgrund sich verändernder Konventionen, sozialer Desintegration und/oder mangels sozialer Kontrolle genannt. Motivationen für veränderte Konventionen können Bequemlichkeit, Gewöhnung, Lust an Provokation bzw. an deviantem Verhalten usw. sein. Umgekehrt erkennen Psychologen und Umweltpädagogen in der Vermüllung auch „eine Art Gesellschaftskritik“, die sich durch Gruppenverhalten verstärkt:

„Littering ist verboten und somit eine einfache Möglichkeit, Grenzen zu überschreiten. Etwas auf den Boden zu werfen ist so etwas wie eine kleine Provokation, eine kleine Mutprobe. Man fühlt sich als Held: ‚Ich lehne mich mit dieser einfachen Aktion gegen die Gesellschaft auf.‘ Dazu kommt der Gruppendruck. Dadurch fangen auch Leute an zu littern, die sonst nie etwas auf den Boden werfen, weil sie nicht als Spießer dastehen wollen. Und der Konformitätsdruck setzt sich in Menschenmengen natürlich fort. Wo schon etwas auf dem Boden liegt, wird mehr dazugeworfen. Wenn eine Grenze überschritten ist, wird das schnell hemmungslos.“

Siehe auch: Broken-Windows-Theorie

## Folgen
Die Folgen dieses Verhaltens äußern sich in kommunalen Reinigungskosten, in der Umweltbelastung und auch in Verslumung. Über längere Zeit liegengebliebener Abfall verleitet viele Menschen dazu, weiteren Abfall an derselben Stelle abzuladen, sodass aus kleinen Abfallhaufen oft in kurzer Zeit wilde Müllkippen entstehen. Um dem entgegenzuwirken, werden Müllwagen manchmal mit Überwachungskameras ausgestattet, womit ein digitaler Sauberkeitsindex berechnet werden kann.
Die zusätzlichen Kosten für die Beseitigung des Litterings in der Schweiz wurden im Jahr 2010 auf 200 Millionen Franken geschätzt, davon ein Viertel im Öffentlichen Verkehr. Etwa ein Drittel der Kosten im übrigen öffentlichen Raum, also 53 Millionen Franken, entstanden durch Zigaretten, ein weiterer Drittel durch Getränkeverpackungen und etwa 19 Prozent wurden durch Esswarenverpackungen verursacht.

## Gegenmaßnahmen (Auswahl)

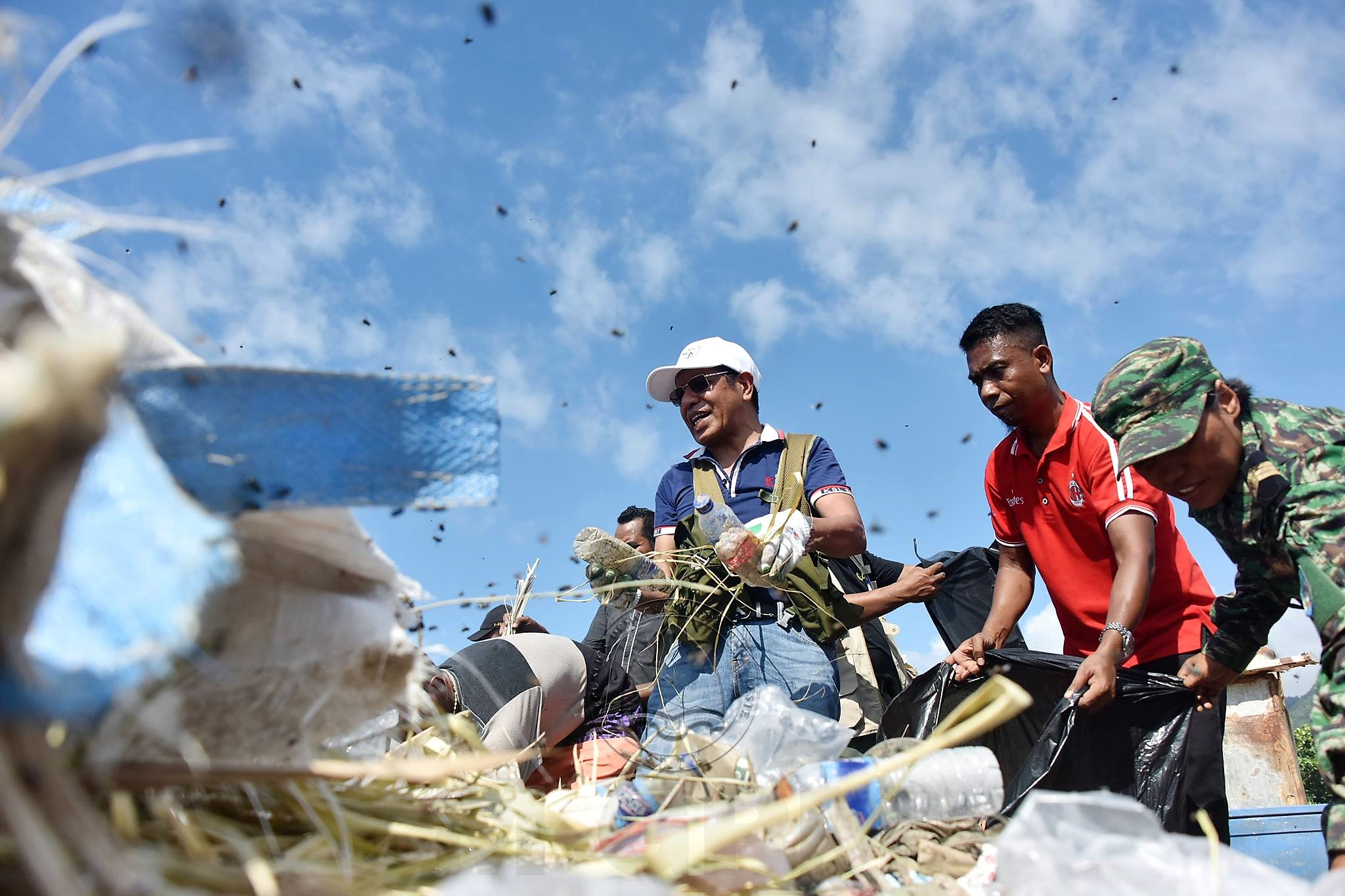
Müllsammelaktion in Osttimor

### Aufklärung und (Sammel)aktionen

#### Deutschland
Gegen wildes Wegwerfen von Abfall (auf öffentlichem Grund) werden z. B. wiederholte Aufklärungskampagnen und regelmäßige Reinigungen statt einmaliger Beseitigung durchgeführt oder auch mehr Abfallbehälter aufgestellt – wenn diese nicht speziell abgebaut werden, um Müllansammlungen auch um sie herum im Freien zu vermeiden und den öffentlich finanzierten Aufwand zu verringern; in Bayern werden entsprechende Aufräumaktionen z. B. als Rama dama bezeichnet. Gegen eine Verschmutzung mit Hundekot wiederum stellen zahlreiche Kommunen Hundekotbeutelspender auf.
Um die Ufer z. B. des Rheins von Müll zu befreien, wurde am 15. September 2018 zum ersten Mal der Rhine Cleanup Day veranstaltet.
Im Rahmen des Anliegenmanagements stehen auch Apps wie etwa Mängelmelder zur Verfügung, mit welchen unter anderem größere Müllansammlungen und überlaufende öffentliche Mülleimer gemeldet werden können.

##### Strafen
Für z. B. in einem Wald weggeworfenen Müll kann im deutschen Bundesland Rheinland-Pfalz eine Geldbuße von bis zu 100 Euro verhängt werden (September 2022), in Baden-Württemberg werden für achtlos weggeworfene bzw. hinterlassenene Zigarettenkippen als „Ordnungswidrigkeit“ bis zu € 250,00 fällig (Juli 2023); im Wald wild entsorgte, illegal abgeladene größere Mengen Müll verstoßen gegen das Bundes-Immissionsschutzgesetz, § 26, wofür laut deutschem Umweltbundesamt Bußgelder in Höhe von bis zu 50.000 Euro verhängt werden.

#### Schweiz
2007 wurde die Interessengemeinschaft für eine saubere Umwelt (IGSU) gegründet. Es handelte sich dabei um einen Zusammenschluss derjenigen Branchen, für welche Auflagen galten, so gab es in der Schweiz die gesetzliche Auflage, dass bei PET-Verpackungen eine Sammelquote von 75 Prozent erreicht werden müsse, was 2005 erstmals erreicht wurde. In den 2020er-Jahren lag die Sammelquote je nach Quelle zwischen 83 und 95 Prozent. Bei Aluminium und Glas gibt es sehr hohe Sammelquoten.
Die IGSU führte das Konzept von Raumpatenschaften ein, bei welchem Freiwillige in ihrem Quartier oder definierten Orten regelmässig für Ordnung sorgen und so die öffentlichen Dienste ergänzen. In den Jahren 2015/2016 bestätige eine Studie der IGSU und der ETH die Wirksamkeit solcher Raumpatenschaften gegen Littering. Neben politischen Gemeinden werden Raumpatenschafts-Projekte teils auch von Schulen, Vereinen oder Unternehmen organisiert.
Um die Vermüllung in den Wintersportgebieten zu beseitigen, existiert in der Schweiz seit 2019 die Clean-Up Tour.

##### Strafen
In der Schweiz sind die Kantone und Gemeinden für Littering-Bussen zuständig, weshalb je nach Stadt oder Kanton grosse Unterschiede bestehen können. Viele Bussen wurden in den 2020er-Jahren erhöht, zum Beispiel im Kanton Thurgau von den "zu wenig abschreckenden" 50 Franken auf mindestens das Dreifache. Das nationale Parlament entschied sich im März 2024 für eine schweizweit harmonisierte Busse auf Bundesebene. Diese Bussen gelten ab Mitte 2026.

#### UN:Clean Up the World
Eine weltweite Initiative gegen Vermüllung erfolgt auch im Rahmen der vom Umweltprogramm der Vereinten Nationen (UNEP) unterstützten Organisation Clean Up the World.

### Plogging
Plogging ist ein Ansatz, bei dem Jogging und Abfall-Beseitigen (schwedisch plocka upp, „aufheben“) miteinander kombiniert werden.